# Nuevo comienzo
Nuevo comienzo es el primer álbum recopilatorio del rapero puertorriqueño Manny Montes, lanzado en agosto de 2008. El álbum estuvo nominado en los Premios Arpa de 2009 como "Mejor álbum urbano". «Es muy tarde ya» y «Cielo» fueron lanzados como singles. El primero, contó con vídeo oficial.

## Producción y promoción
El álbum fue producido en su mayoría por Sandy NLB y Obed El Arquitecto. El álbum cuenta con las colaboraciones de Orta García, Memo & Ungido, Yaviel & Cobra, así como la leyenda del hip-hop latinoamericano Mexicano 777 y Juan Carlos Rodríguez del dúo dominicano Tercer Cielo.
En un concierto que se realizó en Venezuela para promocionar este disco, surgió un rumor acerca de la muerte del cantante en un accidente automovilístico, lo cual, se desmintió posteriormente, dando a conocer que quien había muerto era el productor de sus eventos en dicho país.

## Lista de canciones
| #  | Título                 | Colaboraciones | Productor (es)                                | Duración |
| -- | ---------------------- | -------------- | --------------------------------------------- | -------- |
| 1  | No me quito            | -              | Obed El Arquitecto                            | 3:11     |
| 2  | Cielo                  | Tercer Cielo   | Juan Carlos Rodríguez                         | 3:54     |
| 3  | Es muy tarde ya        | Memo & Ungido  | Sandy NLB, Obed El Arquitecto & Jetson        | 3:33     |
| 4  | Ábranme paso           | -              | Sandy NLB, Obed El Arquitecto & Eli El Mozart | 3:52     |
| 5  | Del Cielo a la Tierra  | Yaviel y Cobra | Mekka "La Nueva Amenaza"                      | 3:22     |
| 6  | Así es que es          | -              | Obed El Arquitecto                            | 4:13     |
| 7  | Pa que aprendas        | -              | Sandy NLB & Obed El Arquitecto                | 3:22     |
| 8  | El Magnífico           | Orta García    | Lutek                                         | 4:05     |
| 9  | Lero lero              | -              | Sandy NLB                                     | 4:06     |
| 10 | Aguanta presión        | -              | DJ Pablo                                      | 2:14     |
| 11 | Con el Bravo           | -              | DJ Blaster                                    | 3:14     |
| 12 | Entre el bien y el mal | Mexicano 777   | Obed El Arquitecto                            | 4:32     |

## Nuevas versiones
Se grabaron algunas canciones con ritmos nuevos, entre ellas:
- No me quito (PeaceMakers: Unidos por la Paz, producido por Sacerdote).
- Así es que es (Los Vencedores, producido por DJ Blass).
- Pa que aprendas (La Iglesia de la Calle, producido por DJ Blass & Sandy NLB).
- Aguanta presión (pertenece al recopilatorio de 2006 de Triple Seven, Contra Viento y Marea).
- El Magnífico (pertenece al álbum de 2005 de Lutek, Elegidos).
- Lero lero (pertenece al álbum producido por Don Omar y All Star Records en 2006, Linaje Escogido).
- Con el Bravo (pertenece al álbum recopilatorio de 2006 Los Bravos, producido por DJ Blaster).
- Entre el Bien y el Mal (también aparece en el álbum de 2004, United Kingdom: En Vivo de Manny Montes).
- La canción Ábranme paso, pertenece al álbum de Travy Joe, Guerreros del Reino lanzado en 2008.

## Premios y nominaciones
El álbum estuvo nominado como "Mejor álbum urbano" en los Premios Arpa 2009.